# Nunu Abashidze
Nunu Abashidze (en ukrainien : Нуну Джансугівна Ажащидзе ; née le 27 mars 1955 à Novovolynsk) est une athlète soviétique, devenue ukrainienne à la chute de l'URSS, spécialiste du lancer du poids. Quatrième des Jeux olympiques de 1980 de Moscou pour 5 centimètres, elle est également à un centimètre du podium lors des premiers championnats du monde à Helsinki en 1983. Elle gagne quand même une médaille de bronze aux championnats d'Europe 1982 à Athènes.

## Biographie

### Palmarès
| Date | Compétition                | Lieu      | Résultat | Performance |
| ---- | -------------------------- | --------- | -------- | ----------- |
| 1979 | Coupe d'Europe des nations | Turin     | 2e       | 19,75 m     |
| 1980 | Jeux olympiques d'été      | Moscou    | 4e       | 21,15 m     |
| 1982 | Championnats d'Europe      | Athènes   | 3e       | 20,82 m     |
| 1983 | Coupe d'Europe des nations | Londres   | 3e       | 18,88 m     |
| 1983 | Championnats du monde      | Helsinki  | 4e       | 20,55 m     |
| 1984 | Jeux de l'Amitié           | Prague    | 3e       | 21,18 m     |
| 1985 | Jeux mondiaux en salle     | Paris     | 3e       | 18,82 m     |
| 1986 | Championnats d'Europe      | Stuttgart | 6e       | 19,99 m     |

### Records
| Épreuve         | Performance | Lieu | Date         |
| --------------- | ----------- | ---- | ------------ |
| Lancer du poids | 21,53 m     | Kiev | 20 juin 1984 |